# Decembrie 2022
Acest articol este generat integral pe baza informațiilor din articolul 2022 și este actualizat periodic de un robot.
 Editările făcute în articol vor fi șterse la următoarea actualizare! Dacă doriți să faceți modificări, editați articolul-sursă.

ianuarie -
februarie -
martie -
aprilie -
mai -
iunie -
iulie -
august -
septembrie -
octombrie -
noiembrie -
decembrie
Decembrie 2022 a fost a douăsprezecea lună a anului și a început într-o zi de joi.

## Evenimente
Concursul Muzical Eurovision Junior 2022 va sărbători cea de-a 20-a ediție la Erevan, Armenia.